# Regalecus russelii
Regalecus russelii is een straalvinnige vissensoort uit de familie van riemvissen (Regalecidae). De wetenschappelijke naam van de soort is voor het eerst geldig gepubliceerd in 1816 door Cuvier.